# 2012年ロンドンオリンピックのキルギス選手団
2012年ロンドンオリンピックのキルギス選手団（2012ねんロンドンオリンピックのキルギスせんしゅだん）は、2012年7月27日から8月12日までイギリスのロンドンで開催されたロンドンオリンピックキルギス選手団の名簿。

## 選手団
- 人員: 選手 14人
- 開会式旗手: チンギス・マメドフ

## 種目別選手・スタッフ名簿及び成績

### 陸上競技
- Erzhan Askarov（男子800m）1分59秒56 予選敗退
- Iuliia Andreeva（女子マラソン）2時間36分1秒

### 柔道
- チンギス・マメドフ（男子90kg級）第1回戦敗退
- ユーリ・クラコベツキ（男子100kg超級）第1回戦敗退

### セーリング
- Ilya Ignatiev（男子レーザー級）49位

### 射撃
- Ruslan Ismailov（男子エアライフル、ライフル3姿勢）其々予選敗退

### 競泳
- Dmitrii Aleksandrov（男子200m平泳ぎ）2分17秒92
- Dariia Talanova（女子200m平泳ぎ）2分38秒01

### テコンドー
- Rasul Abduraim（男子80kg級）第1回戦敗退

### ウエイトリフティング
- ベクザト・オスモナリエフ（男子56kg級）記録無し

### レスリング
- マゴメド・ムサエフ（男子フリースタイル96kg級）第3回戦敗退
- アルセン・エラリエフ（男子グレコローマンスタイル55kg級）敗者復活戦敗退
- ダニヤル・コボノフ（男子グレコローマンスタイル74kg級）敗者復活戦敗退
- アイスル・ティニィベコワ（女子フリースタイル63kg級）第2回戦敗退